# 613
613 (DCXIII) fue un año común comenzado en lunes del calendario juliano, en vigor en aquella fecha.

## Acontecimientos
- El rey visigodo Sisebuto dicta disposiciones contra los judíos.[1]

## Fallecimientos
- Brunegilda, princesa visigoda, reina franca de Austrasia.
- Teoderico II, rey franco.
- Sigeberto II, rey franco de Austrasia y Borgoña.